# Csárdás EuroCity
A Csárdás EuroCity-vonat egy, a MÁV és az ÖBB által közlekedtetett EuroCity vonat (vonatszám: EC 144/341), amely Budapest-Keleti pályaudvar és Wien Hauptbahnhof (Bécs főpályaudvar) között közlekedik.

## Története
Az első vonat 1991. június 2-án indult Budapest-Keleti pályaudvar és Malmö között. Később az útvonala Prágáig rövidült.
2017. december 9-én megszűnt, helyét a Metropolitan EuroCity vette át.
Menetrend szerint 2020. december 13-ától Budapest és Bécs között indították újra EC 144/341 számon, azonban a koronavírus-járvány miatt ideiglenesen szüneteltették. 2020. december 13-ától 2021. május 31-ig az EuroCity helyett gyorsvonat járt Budapest és Hegyeshalom között. 2021. június 1-jétől a vonat már Budapest és Bécs között közeledik.

## Vonatösszeállítás
A vonatot Budapest és Bécs között általában az ÖBB 1116-os sorozatú  kétáramnenű Taurus-mozdonyai továbbítják.
A kiállított kocsik valamennyien ülőkocsik voltak, alkalmasak a 200 km/h sebességre, klimatizáltak. Az első osztályú kocsik magyar Amz, a másodosztályúak magyar Bmz, és Bpmz, továbbá a kerékpárszállítókocsi magyar Bdbpmz.

Vonatösszeállítás 2024. december 15-étől:
| Kocsiszám | Típus                                 |
| --------- | ------------------------------------- |
|           | MÁV 470 villanymozdony                |
| 415       | START Bbdpmz (másodosztályú többcélú) |
| 414       | START Bpmz (termes másodosztályú)     |
| 413       | START Bpmz (termes másodosztályú)     |
| 412       | START Bmz (másodosztályú fülkés)      |
| 410       | START Amz (első osztályú fülkés)      |

| Kocsiszám | Típus                                 |
| --------- | ------------------------------------- |
|           | MÁV 470 villanymozdony                |
| 410       | START Amz (első osztályú fülkés)      |
| 412       | START Bmz (másodosztályú fülkés)      |
| 413       | START Bpmz (termes másodosztályú)     |
| 414       | START Bpmz (termes másodosztályú)     |
| 415       | START Bbdpmz (másodosztályú többcélú) |

## Megállóhelyei
| Megállóhelyek               |
| --------------------------- |
| 1. Budapest-Keleti          |
| 2. Budapest-Kelenföld       |
| 3. Tatabánya                |
| 4. Győr                     |
| 5. Mosonmagyaróvár          |
| 6. Hegyeshalom              |
| 7. Wien Hauptbahnhof (Bécs) |